# SE Gama
Az Sociedade Esportiva do Gama, röviden Gama, Gama városának labdarúgó csapata, melyet Brazília Szövetségi kerületében, 1975-ben hoztak létre. Distrito Federal állami bajnokságnak, első osztályában, valamint az országos bajnokság negyedosztályban, a Série D-ben szerepel.

## Sikerlista

### Hazai
- 1-szeres Série B bajnok: 1998

### Állami
- 11-szeres Brasiliense bajnok: 1979, 1990, 1994, 1995, 1997, 1998, 1999, 2000, 2001, 2003, 2015

## Játékoskeret
2015-től
| # |     | Poszt | Név               |
| - | --- | ----- | ----------------- |
|   | BRA | K     | André Ferlini     |
|   | BRA | K     | Francisco Pereira |
|   | BRA | K     | Pedro Alves       |
|   | BRA | V     | Dudu              |
|   | BRA | V     | Gabriel Vidal     |
|   | BRA | V     | Gustavo Henrique  |
|   | BRA | V     | Jesiel            |
|   | BRA | V     | Michel            |
|   | BRA | V     | Pedrão            |
|   | BRA | V     | Dudu Gago         |
|   | BRA | V     | George Silva      |
|   | BRA | V     | Glaudo            |
|   | BRA | V     | Pedro Renato      |
|   | BRA | V     | Rafinha           |
|   | BRA | V     | Renato            |

| # |     | Poszt | Név              |
| - | --- | ----- | ---------------- |
|   | BRA | V     | Zé Augusto       |
|   | BRA | KP    | Diego Bezerra    |
|   | BRA | KP    | Gabriel Galhardo |
|   | BRA | KP    | Lucas Judvan     |
|   | BRA | KP    | Tiago Gaúcho     |
|   | BRA | KP    | Baiano           |
|   | BRA | KP    | Hériclis         |
|   | BRA | KP    | Rodriguinho      |
|   | BRA | KP    | Whosington       |
|   | BRA | CS    | Daniel Ferreira  |
|   | BRA | CS    | Formiga          |
|   | BRA | CS    | Hugo             |
|   | BRA | CS    | Juninho          |
|   | BRA | CS    | Rafael Grampola  |
|   | BRA | CS    | Thiago Miracema  |